# Mahasena andamana
Mahasena andamana är en fjärilsart som beskrevs av Moore 1877. Mahasena andamana ingår i släktet Mahasena och familjen säckspinnare. Inga underarter finns listade i Catalogue of Life.